# برايان فلمنج
برايان فلمنج (بالإنجليزية: Brian Fleming)‏ هو سياسي أيرلندي، ولد في 20 يوليو 1946. انتخب عضو مجلس الشيوخ من أيرلندا عن دائرة اللائحة الثقافية والإعلامية ‏ وقد انضم خلال فترته النيابية ‏ (23 فبراير 1983 – 3 أبريل 1987) للكتلة البرلمانية فاين جايل وفي الانتخابات العمومية الإيرلندية 1981 ‏، انتخب نائب دييل عن دائرة دبلن الغربية ‏ وقد انضم خلال فترته النيابية ‏ (30 يونيو 1981 – 27 يناير 1982) للكتلة البرلمانية فاين جايل وفي الانتخابات العمومية الإيرلندية، فبراير 1982 ‏، انتخب نائب دييل عن دائرة دبلن الغربية ‏ وقد انضم خلال فترته النيابية ‏ (9 مارس 1982 – 4 نوفمبر 1982) للكتلة البرلمانية فاين جايل.